# Ronald William John Keay
Pour les articles homonymes, voir Keay.
Ronald William John Keay, né le 20 mai 1920 à Richmond et mort le 7 avril 1998, est un botaniste britannique, spécialiste des forêts d'Afrique tropicale, actif dans les pays suivants : Bénin, Cameroun, Congo, Ghana, Nigeria, Zambie, Zimbabwe.